# البخايتة
قرية البخايتة هي إحدى القرى التابعة لمركز سوهاج بمحافظة سوهاج في جمهورية مصر العربية. حسب إحصاءات سنة 2006، بلغ إجمالي السكان في البخايتة 9029 نسمة، منهم 4501 رجل و4528 امرأة.